# Airbus A400M Atlas
L'Airbus A400M Atlas és un avió de transport militar propulsat per quatre turbohèlices. Fou dissenyat per Airbus Military (actualment Airbus Defence and Space) per reemplaçar aeronaus més antigues com el Transall C-160 i el Lockheed C-130 Hercules. L'A400M es troba, en termes de mida, entre el C-130 i el C-17; pot transportar càrregues més pesants que el C-130 i pot aterrar en pistes en males condicions. Juntament amb el paper de transport, l'A400M pot fer maniobres d'abastament en vol i d'evacuació mèdica si està equipat amb el material necessari.
El primer vol de l'A400M, originalment previst pel 2008, es va fer l'11 de desembre de 2009 a Sevilla. Entre el 2009 i el 2010, l'A400M s'enfrontava a cancel·lacions a conseqüència dels endarreriments en el desenvolupament i de l'increment del cost de producció; tanmateix, les nacions clients van optar per mantenir el suport al projecte. El juliol de 2011 vuit nacions havien encarregat 174 avions A400M. El març de 2013, l'A400M va rebre el certificat de l'Agència Europea de Seguretat Aèria (EASA). La primera aeronau es va entregar l'agost de 2013 a les Forces Aèries Franceses.

## Història

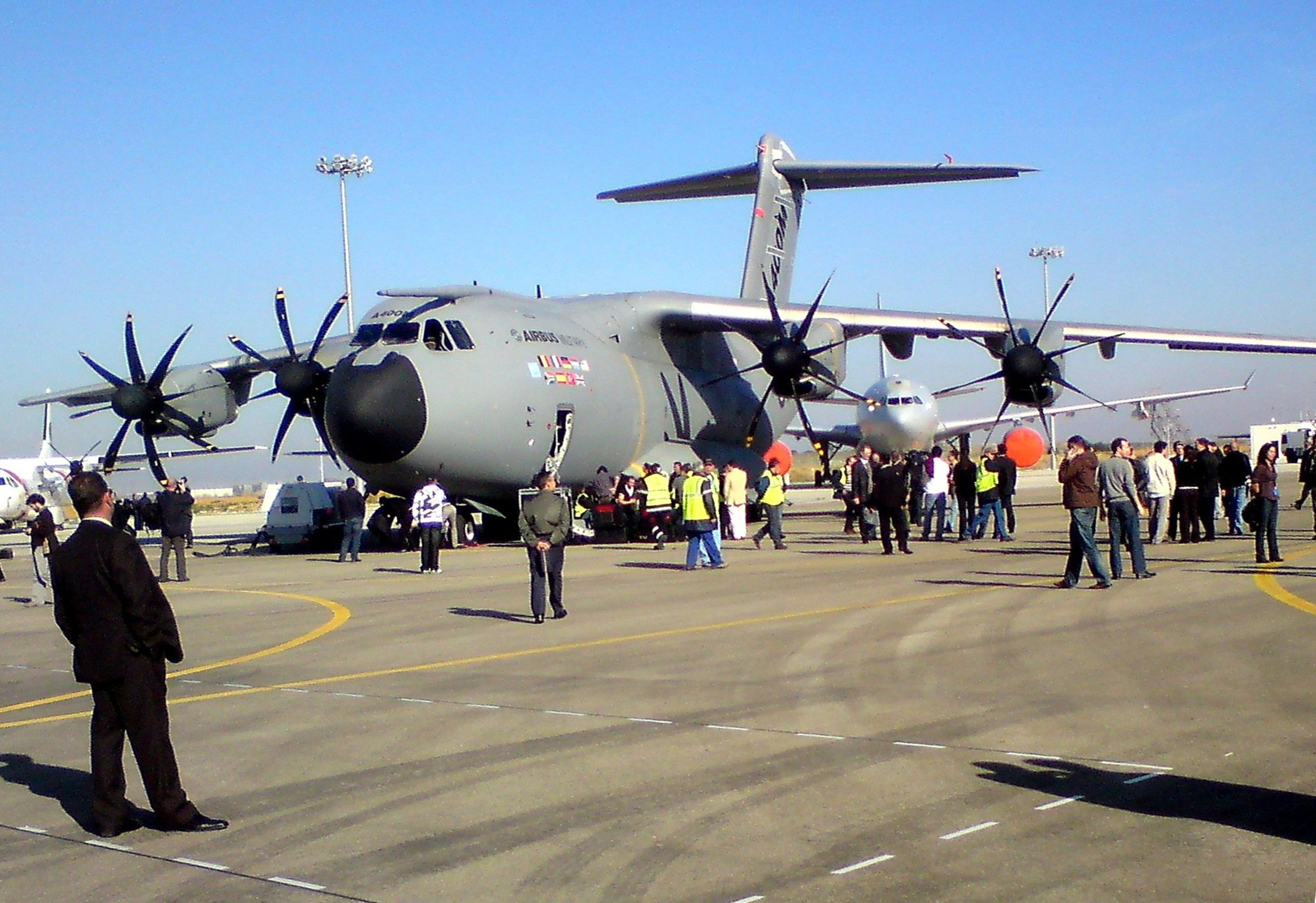
L'A400M el dia del seu primer vol a Sevilla.

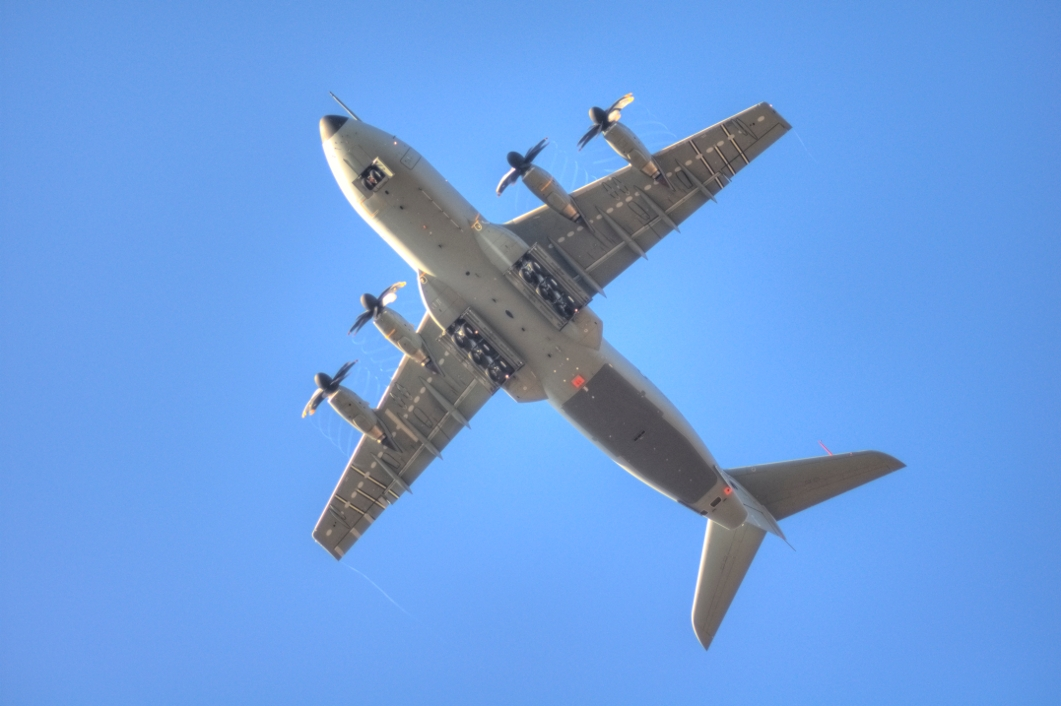
L'A400M durant el seu primer vol.

El projecte va començar amb el grup per al Futur Transport Aeri Militar (FIMA - Future International Military Airlifter), establert el1982 per Aérospatiale, British Aerospace (BAe), Lockheed i Messerschmitt-Bölkow-Blohm (MBB) per desenvolupar el substitut del C-130 Hercules i Transall C-160. La variació de requeriments i les complicacions de la política internacional van causar un progrés lent. Lockheed va abandonar el grup el 1898, i va començar amb el desenvolupament de la segona generació de l'Hercules. Quan s'hi va unir Alenia i CASA, el grup va passar-se a anomenar Euroflag.
Els requisits inicials de les nacions que hi participaven (França, Alemanya, Itàlia, Espanya, Regne Unit, Turquia, Bèlgica i Luxemburg) eren de 212 aeronaus. Després que es retirés Itàlia i es revisessin les comandes, els requeriments van passar a ser de 180 avions, amb el primer vol el 2008 i la primera entrega el 2009 El 28 d'abril de 2005, Sud-àfrica es va unir com a membre del programa, malgrat que el va abandonar el novembre del mateix any al·legant un sobrecost de més de 3.500 milions d'euros del que es preveia.
L'Airbus A400M es va desenvolupar principalment com a substitut dels C-130 i C-160, que eren les principals aeronaus de càrrega dels països membres del grup. Després que es completés el projecte, l'A400M era el primer Airbus construït únicament amb propòsits militars. Incrementava la capacitat de càrrega i el radi d'abast en comparació amb els avions que va substituir. Juntament amb altres avions Airbus, l'A400M tenia una cabina de pilotatge de vidre i el sistema de control per senyals elèctrics, que representava un salt qualitatiu en comparació amb els C-130s i C-160s. La tria de motors EuroProp International fou un tema controvertit, ja que els motors Pratt & Whitney Canada eren els preferits per motius tècnics i de cost de fabricació. La pressió dels països europeus membres del grup va forçar Airbus a escollir els motors EuroProp.
El 9 de desembre de 2004, Sud-àfrica va anunciar la comanda de vuit A400M i l'opció de compra de sis més, unint-se així com a membre industrial de l'equip Airbus Military. Les entregues estaven programades entre el 2010 i el 2014; ara bé, el novembre de 2009 el govern sud-africà va cancel·lar la compra adduint l'incompliment en els terminis i un augment de preu del programa, gairebé tres cops més elevats del que s'havia acordat el 2004.
El 18 de juliol de 2005 les forces aèries de Xile van firmar un contracte per tres aeronaus que s'havien d'entregar entre el 2018 i el 2022, però la comanda es va cancel·lar després de les eleccions. El desembre de 2005, Malàisia va encarregar quatre A400M per reemplaçar la seva flota de C-130.
Canadà va publicar el 5 de juliol de 2006 un concurs per disset transport tàctics que substituïssin els seus avions CC-130E i CC-130H. Aquests avions es dedicarien al transport de mitjà abast, mentre que per cobrir les necessitats de llarg abast el govern canadenc va comprar quatre Boeing C-17. L'A400M va competir amb el C-130J, que finalment fou escollit.
El muntatge de l'A400M va començar a Sevilla a la planta d'EADS (principal accionista de Airbus Military) l'octubre de 2006. El 26 de juny de 2008 es va fer en aquesta ciutat la cerimònia de presentació mundial del primer A400M acabat. La cerimònia, tradicionalment coneguda com a roll-out, fou presidida pel rei Joan Carles I d'Espanya, i el 18 de novembre de 2009 es va fer la primera encesa simultània dels quatre motors i es va fixar la setmana del 7 al 13 de desembre per al primer vol.
Després de tres anys de retard, el primer vol de l'A400M es va realitzar l'11 de desembre de 2009. Es va enlairar a les 10:15 pilotat per dos pilots i acompanyats de 4 enginyers, i va aterrar després de tres hores i quaranta-sis minuts de vol a les 14:01. L'1 d'agost de 2013 Airbus Military va entregar el primer A400M a la Força Aèria Francesa. L'endemà, l'MSN7 fou traslladat a la base francesa d'Orléans-Bricy, per incorporar-se a la flota d'avions de la Força Aèria Francesa estacionada a la base en qüestió. Aquest primer avió es va fer servir inicialment per l'entrenament continuat de la tripulació, abans de passar a formar part de la flota de transport operatiu de les forces aèries del país.
L'any 2019 sortí a llum l'ús que l'exèrcit turc en feu d'aquest avió durant la invasió del Kurdistan occidental (part siriana), així com pel manteniment de l'ocupació del nord de l'illa de Xipre, en la que es coneix com a República Turca de Xipre del Nord. I és que, l'any 2003, el govern d'Ankara signà un contracte per a adquirir 10 unitats provinents de la planta espanyola d'Airbus a Sevilla. El primer d'ells fou lliurat l'abril de 2014 i el darrer al 2022, segons la previsió.

## Accidents i incidents
El 9 de maig de 2015 un Airbus A400M Atles en proves, amb una tripulació de 6 membres (2 pilots, 1 mecànic i 3 enginyers d'assajos en vol) es va estavellar poc després de l'enlairament de l'aeroport de Sevilla, Espanya. L'avió va acabar impactant amb el terra després d'un error múltiple en 3 dels seus 4 motors, xocant amb una torre d'alta tensió i incendiant-se, sobrevivint únicament el mecànic i un dels enginyers. L'avió era el MSN023 i el seu lliurament estava previst per a Turquia.